# Ang-ma-reul bo-at-da
Ang-ma-reul bo-at-da (em Hangul:악마를 보았다) é um filme sul-coreano de 2010 dirigido por Jee-woon Kim e estrelado por Byung-hun Lee e Min-sik Choi. O filme estreou no Festival Sundance de Cinema de 2011 e nos cinemas norte-americanos de forma limitada. Teve em sua maioria análises positivas dos críticos.

## Sinopse
Durante uma noite de muita neve, o carro da jovem Joo-yun fica com um pneu furado, o que a obriga a ficar parada na estrada a espera do guincho. Enquanto Joo espera, Kyung-chul, um violento serial killer, chega dirigindo sua van escolar amarela e oferece ajuda para trocar o pneu furado. Kyung-chul ataca Joo-yun e a leva para sua casa, onde a mata e desmembra seu corpo. Quando um garoto descobre, dentro de uma sacola, uma das orelhas de Joo-yun, a policia é chamada e começa a fazer buscas pelos restos do corpo na área, sob o comando do Chefe de Esquadrão Jang, pai de Joo-yun. O noivo de Joo-yun, Soo-hyun, que é um agente secreto do Serviço de Inteligencia Nacional da Coreia do Sul (NIS), fica determinado a encontrar e se vingar do assassino de sua noiva.

## Elenco
- Lee Byung-hun como Soo-hyun, um agente do Serviço de Inteligencia Nacional da Coreia do Sul (NIS).[1]
- Choi Min-sik como Kyung-chul, um assassino em série.
- Jeon Kuk-hwan como Chefe de Esquadrão Jang, pai de Joo-yun.
- Chun Ho-jin como Chefe de Seção Oh, chefe da policia local.
- Oh San-ha como Joo-yun, noiva de Soo-hyun.
- Kim Yun-seo como Se-yun, irmã de Joo-yun.
- Choi Moo-sung como Tae-joo, amigo de Kyung-chul.
- Kim In-seo como Se-jung, namorada de Tae-joo.

## Lançamento e recepção
O filme foi lançado na Coreia do Sul no dia 12 de agosto de 2010. O filme estreou no Festival Sundance de Cinema de 2011 no dia 21 de janeiro de 2011. Ele tambem estreou em vários outros festivais internacionais de cinema, como o Festival de Cinema de Fantasporto, Festival Internacional de Cinema de Toronto, Festival de Cinema de Sitges e Festival Internacional de Cinema de San Sebastián.
A distribuição do filme na América do Norte foi adquirida pela Magnet Releasing que estreou o filme de forma limitada nos cinemas americanos  no dia 4 de março de 2011.
O filme recebeu em sua maioria críticas positivas. Baseado em 78 análises no site Rotten Tomatoes o filme teve uma aprovação total de 79% dos críticos, com uma pontuação média de 7.1/10. O site Metacritic deu ao filme uma pontuação de 67%, se baseando em 19 análises de críticos conhecidos.
Mark Olson do Los Angeles Times escreveu "Tem todo o festival de violência, com certeza, mas o que destaca dos outros é a sua corrente de emoções reais e o quão tristes elas podem ser."
Rob Nelson da revista Variety escreveu "Conteúdo repugnante, pior do que o pior porno de tortura, quase faz o filme inassistível, mas não o faz, simplesmente porque o filme de Kim é lindamente filmado, cuidadosamente estruturado e visceralmente engajador."